# Aphrophila neozelandica
Aphrophila neozelandica är en tvåvingeart som först beskrevs av Edwards 1923.  Aphrophila neozelandica ingår i släktet Aphrophila och familjen småharkrankar. Inga underarter finns listade i Catalogue of Life.